# Liste albanischer Bevölkerungsanteile nach Staat
Die folgende Liste stellt tabellarisch Staaten dar, in denen ein (ethnisch-)albanischer Bevölkerungsanteil besteht. Die Albaner besitzen eine jahrhundertealte Diaspora-Tradition, wodurch sie heutzutage über die gesamte Welt verteilt leben.
Alle Angaben sind mit Einzelnachweisen belegt und die Liste ist nach prozentualem Anteil geordnet.
| Rang | Staat                   | Anzahl            | Anteil in Prozent | Stand | Bemerkungen |
| ---- | ----------------------- | ----------------- | ----------------- | ----- | --- |
| 1    | Albanien                | 2.330.390         | 82,58 %           | 2011  | Die offiziellen Zahlen der Volkszählung von 2011 sind mit Vorsicht zu genießen, da insgesamt 13,96 % der Befragten keine Angaben zur Ethnie gemacht haben. |
| 2    | Kosovo                  | 1.616.869         | 92,93 %           | 2011  | Siehe auch : Kosovo-Albaner |
| 3    | Nordmazedonien          | 509.083           | 25,17 %           | 2002  | Siehe auch : Albaner in Nordmazedonien |
| 4    | Griechenland            | 634.000–834.000   | 5,61 %–7,38 %     | 2005  | nur Staatsbürger Albaniens (offizielle Zahl bis Schätzung): ohne ethnisch-albanische Bürger Kosovos, Nordmazedoniens, Serbiens und Montenegros und ohne christlich-orthodoxe Minderheiten der Çamen (weitgehend assimiliert oder in der Gruppe der Arvaniten aufgegangen) und Arvaniten (150.000–200.000); |
| 5    | Montenegro              | 30.439            | 4,91 %            | 2011  | |
| 6    | Schweiz                 | 292.717           | 3,4 %             | 2022  | Siehe auch : Albaner in der Schweiz |
| 7    | Serbien                 | 61.647            | 0,82 %            | 2002  | Siehe auch : Albaner in Serbien |
| 8    | Italien                 | 482.959           | 0,79 %            | 2016  | darunter sind 100.000 (2007) bis 260.000 (1976) Arbëresh nicht gezählt |
| 9    | Belgien                 | 50.000–60.000     | 0,46–0,55 %       | 2008  | |
| 10   | Deutschland             | 320.000           | 0,39 %            | 2011  | Siehe auch : Albaner in Deutschland |
| 11   | Österreich              | 35.000–80.000     | 0,35 %            | 2012  | Siehe auch : Albaner in Österreich |
| 12   | Kroatien                | 17.513            | 0,41 %            | 2011  | Siehe auch : Albaner in Kroatien |
| 13   | Slowenien               | 6186              | 0,31 %            | 2002  | |
| 14   | Vereinigtes Königreich  | 70.000–100.000    | 0,12–0,17 %       | 2008  | Siehe auch : Albaner im Vereinigten Königreich |
| 15   | Türkei                  | 500.000–1.300.000 | 0,69 – 1,58 %     | 2008  | Siehe auch : Albaner in der Türkei |
| 16   | Bosnien und Herzegowina | 2659              | 0,08 %            | 2013  | |
| 17   | Australien              | 10.459            | 0,06 %            | 2001  | Siehe auch : Albaner in Australien |
| 18   | Vereinigte Staaten      | 195.529           | 0,05 %            | 2011  | Siehe auch : Albaner in den Vereinigten Staaten |
| 19   | Norwegen                | 2468              | 0,05 %            | 2001  | |
| 20   | Bulgarien               | 278               | 0,004 %           | 2001  | Siehe auch : Mandriza |
| 21   | Argentinien             | 50.000            | 0,001 %           |       | Siehe auch : Albaner in Argentinien |
| 22   | Kanada                  | 28.270            | 0,0007 %          | 2011  | Siehe auch : Albaner in Kanada |
| 23   | Ägypten                 |                   |                   |       | Siehe auch : Albaner in Ägypten |
| 24   | Schweden                |                   |                   |       | Siehe auch : Albaner in Schweden |
| 25   | Ukraine                 |                   |                   |       | Siehe auch : Albaner in der Ukraine |